# Montalbano
Montalbano lub Monte Albano – łańcuch górski w Toskanii, którego masywem macierzystym są Apeniny, rozciągający się na 16 tys. ha, pomiędzy prowincjami Pistoia, Prato i Florencja na terytorium gmin Serravalle Pistoiese, Monsumano Terme, Larciano, Lastra a Signa, Lamporecchio, Quarrata, Carmignano, Poggio a Caiano, Signa, Capraia e Limite, Montelupo Fiorentino, Vinci i Cerreto Guidi.

## Położenie
Pagórkowata i górska struktura Montalbano oddziela Valdarno górne i równinę Florencja – Prato – Pistoia od Valdarna dolnego i osiąga 627 m n.p.m. Odrywa się od macierzystych Apeninów na przełęczy w Serravalle Pistoiese, schodzi na południe, aż do rzeki Arno i wąwozu Gonfolina. Pasmo od południa ograniczają wody Arno na długości od miejscowości Signa do Empoli, od wschodu zamyka go jeden z dopływów rzeki – potok Ombrone pistoiese.
Grzbiet Montalbano zbudowany jest z głazowego piaskowca. W ciągu ostatnich stuleci, znajdowały się tam kamieniołomy wydobywające szarogłazowy piaskowiec. Jeden z ważniejszych pokładów tego materiału, czynny jeszcze kilka lat temu, był w miejscowości Carmignano w okolicy wąwozu Gonfolina.

## Historia i zabytki

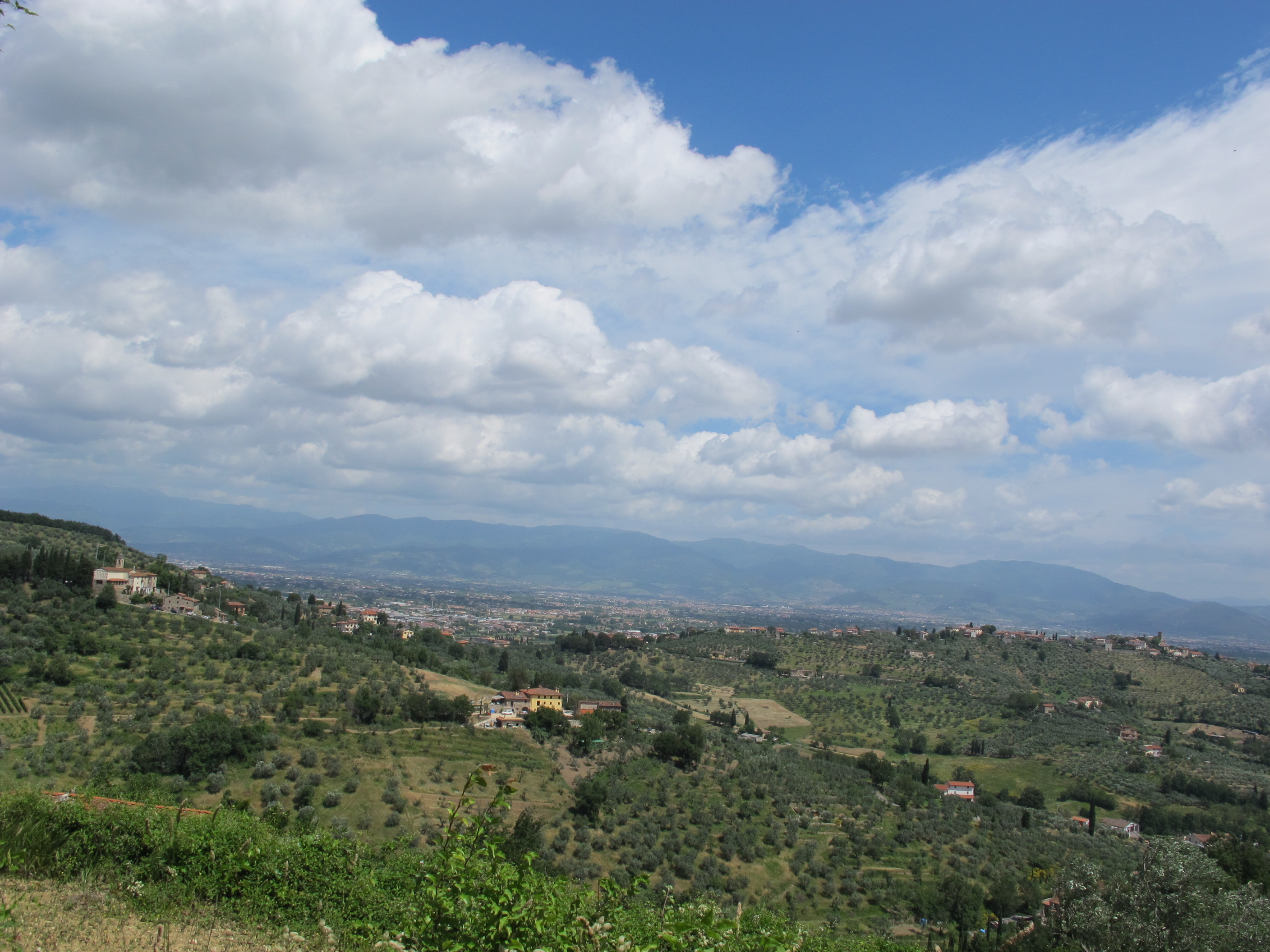
Widok z Montalbano na Quarrata

Na południowej stronie Montalbano, obecność człowieka, zanotowano już w okresie paleolitu. Pozostawione ślady po tej epoce są raczej skąpe, tym niemniej istnieją dowody w postaci osad mieszkalnych w Poggio alla Malva i na zachodnim stoku w kierunku Arno. Obszar w pobliżu Gonfoliny spostrzegany był w różnych okresach, także w średniowieczu, z powodu nietypowego otoczenia brodu rzeki Arno, stworzonego przez naturę, objawiającego się niezwykłym zbiegiem pagórkowatych tras po obu brzegach rzeki. Obecność osady etruskiej w Artimino, czyni bardziej wyraźnym, znaczenie tego terenu dla stosunków północ – południe, między Toskanią centralną a Toskanią sub-apenińską, nie tylko na poziomie lokalnym.
Na obszarze tym, rzeczywiście istnieje wiele świadectw bytności społeczności etruskiej, zwłaszcza w okolicach Comeany, gdzie zostało odkrytych kilka grobów Kopiec Montefortini i Grobowce Boschetti; w Artimino resztki ważnego ośrodka mieszkalnego oraz nekropolię w Prato Rosello. Do zbadania jest jeszcze wiele innych miejsc, np. nekropolia na grzbiecie wzniesiena Pietramarina, naturalnego terenu chronionego.
Szczególne położenie Montalbano między miastami Pistoia, Prato i Florencja, jak również charakterystyka środowiska naturalnego (równiny i wzgórza) odegrały ważną rolę w historycznej ewolucji obszaru, zwłaszcza w XIII wieku. Teren e rzeczywistości do późnego średniowiecza, prawie w całości należał do okręgu Pistoii i został wyposażony w rozległy kompleks zamków i fortyfikacji (niektóre z nich ocalały). System obronny miasta Pistoia, na Montalbano tworzył rdzeń z zamkami w Serravalle, Montecatini Górne, Montevettolini, Larciano, Cecina, Lamporecchio, Vinci, Tizzana, Carmignano, Artimino i Capraia. Między XIII a XIV wiekiem, całe terytorium Montalbano było polem bitwy pomiędzy Florencją, Pistoią i Lukką oraz sceną działalności wojskowej Castruccia Castracaniego włoskiego przywódcy, aż do całkowitej dominacji Florencji.
Najbardziej ciekawe i charakterystyczne miejsca z okresu średniowiecza to: miasteczko Artimino, zamek w Larciano, liczne kościoły rozrzucone po wsiach – kościół San Leonardo (Św. Leonarda) w Artimino, opactwo San Martini in Campo i opactwo San Giusto al Pinone.
W okresie renesansu w XVI wieku, Montalbano stało się miejscem rozrywek i relaksu Medyceuszy. Różni wielcy książęta wykorzystywali Montalbano jako teren polowań i budowano wille sytuowane na obwodzie wzniesienia. Do bardziej ważnych należą:
- willa w Poggio a Caiano otoczona parkiem, ogrodami włoskimi i angielskimi, prezentuje wystawne wnętrze z freskami i zabytkowymi meblami
- willa „La Magia” wznosi się na zboczu Montalbano, zbudowana przez Wielkiego Księcia Ferdynanda Medyceusza, który zamieszkiwał w niej podczas pobytu na polowaniach
- willa w Artimino w podziemiach, której obecnie znajduje się muzeum archeologiczne; nazywana willą stu kominków, przechowywała w swoim wnętrzu sławny zbiór lunet, dzieła Giusta Utensa z końca XVI wieku – obecnie cały zbiór znajduje się w muzeum we Florencji.

## Produkcja
Istnieje wiele starych, wręcz zabytkowych gospodarstw rolnych, które produkują oliwę i wino, między innymi majątki w Capezzano i Atrimino. Teren Montalbano przystosowany jest do produkcji win czerwonych. Jedne z nich to: Carmignano DOCG (Denominazione di Origine Controlata e Garantita – Oznaczenie Pochodzenia, Kontroli i Gwarancji), produkowane na bazie Sangiovese (z winorośli rodzimych) i Cabernet franc (z winorośli pochodzenia francuskiego); Chianti Montalbano DOCG i Barco Reale DOC. Do win wybornych należą również Vin Santo di Carmignano i Vin Ruspo.
Produkcja oliwy z oliwek extravergine (z pierwszego tłoczenia) wyróżnia Montalbano pod względem położenia georgaficznego i jakości parametrów, nałożonych przepisami Konsorcjum na rzecz ochrony oliwy z oliwek, zabezpieczając certyfikatem IGP (Indicazione Geografica Protetta – odpowiednik polskiego ChOG – Chronione Oznaczenie Geograficzne). Ponadto wyróżnienie geograficzne „Montalbano”, zastrzeżone jest dla „Toskańskiej” oliwy, która otrzymywana jest ze zbiorów pojedynczych lub łączonych gajów oliwnych, znajdujących się w: Leccino, Maraiolo, Frantoio, Pendolino i Piangente. Obszary uprawy oliwek do produkcji oliwy z chronionym oznaczeniem geograficznym „Toskańskie Montalbano” obejmuje, jako część terytorium administracyjnego prowincje: Pistoii i Florencji. W całości lub w części terytoria gajów oliwnych mieściły się w granicach administracyjnych gmin: Capraia e Limite, Fucecchio, Carmignano, Cerreto Guidi, Lamporecchio, Larciano, Monsumano Terme, Poggio a Caiano, Pistoia, Quarrata, Serravalle Pistoiese i Vinci.